# Private Practice
Private Practice je americký dramatický televizní seriál z lékařského prostředí, jehož autorkou je Shonda Rhimes a který je spin-offem seriálu Chirurgové. Vysílán byl od 26. září 2007 do 22. ledna 2013 na stanici ABC, celkem vzniklo 111 dílů rozdělených do šesti řad. Hlavní postavu seriálu, doktorku Addison Montgomery, ztvárnila Kate Walsh.

## Příběh
Seriál sleduje život doktorky Addison Montgomery (Kate Walsh), která odešla z nemocnice Seattle Grace (kde se odehrává seriál Chirurgové), aby v Los Angeles nastoupila na soukromou kliniku Oceanside Wellness Group. Příběh se zároveň točí i kolem jejích spolupracovníků na klinice, lékařským a pracovním nesnázím, i běžnému každodennímu životu.

## Obsazení
- Kate Walsh jako doktorka Addison Montgomery, neonatální chirurg a OB/GYN, dříve působila v Seattle Grace Hospital (viz Chirurgové)
- Tim Daly jako doktor Pete Wilder (1.–5. řada), specialista alternativní medicíny, dříve lékař v organizaci Lékaři bez hranic
- Audra McDonald jako doktorka Naomi Bennett (1.–4. řada, jako host v 6. řadě), endokrinoložka a odbornice na plodnost
- Paul Adelstein jako doktor Cooper Freedman, pediatr
- KaDee Strickland jako doktorka Charlotte King, ředitelka St. Ambrose Hospital, ředitelka Pacific Wellcare, odbornice na vnitřní lékařství
- Chris Lowell jako William „Dell“ Parker (1.–3. řada), recepční a zdravotní sestra studující na porodního asistenta
- Taye Diggs jako doktor Sam Bennett, odborník na vnitřní lékařství
- Amy Brenneman jako doktorka Violet Turner, psychiatrička
- Brian Benben jako doktor Sheldon Wallace (4.–6. řada, jako host ve 2. a 3. řadě), psychiatr
- Caterina Scorsone jako doktorka Amelia Shepherd (4.–6. řada, jako host ve 3. řadě), neurochirurg
- Benjamin Bratt jako doktor Jake Reilly (5.–6. řada, jako host ve 4. řadě), chirurg, OB/GYN, specialista na reprodukční lékařství
- Griffin Gluck jako Mason Warner (5.–6. řada, jako host v 5. řadě), syn Coopera Freedmana